# Cork Hibernians
Cork Hibernians war ein irischer Fußballverein aus Cork. Er spielte von 1957 bis 1976 in der League of Ireland. Das Heimatstadion war das Páirc Uí Rinn, auch bekannt als Flower Lodge. 1971 war der Verein irischer Meister. 1977 löste sich der Verein aus finanziellen Gründen auf.

## Titel
- Irischer Meister: 1971[2]
- Irischer Pokalsieger: 1972, 1973[3]
- League of Ireland Shield: 1970, 1973[4]
- Blaxnit Cup: 1973
- Dublin City Cup: 1971, 1973[5]
- Munster Senior Cup: 1961, 1965, 1968, 1969, 1970, 1971, 1973, 1975
- FAI Intermediate Cup: 1952

## Bekannte Spieler
- Dinny Allen
- Eddie Bailham
- Miah Dennehy
- Tommy Eglington
- Amby Fogarty
- Shay Gibbons
- Alfie Hale
- John Herrick
- Jackie Mooney
- Dave Bacuzzi
- Fred Hill
- Rodney Marsh